# Al Ghaydah
Al Ghaydah is een stad in Jemen en is de hoofdplaats van het gouvernement Al Mahrah.